# Малий Суходіл
Ма́лий Суходіл — село в Україні, у Сорокинській міській громаді Довжанського району Луганської області. Населення становить 337 осіб.

## Географія
Географічні координати: 48°21' пн. ш. 39°50' сх. д. Часовий пояс — UTC+2. Загальна площа села — 3 км².
Село розташоване у східній частині Донбасу за 13 км від села Великий Суходіл.

## Історія
Засноване в 1650 році разом із Великим Суходолом.
12 червня 2020 року, відповідно до Розпорядження Кабінету Міністрів України № 717-р «Про визначення адміністративних центрів та затвердження територій територіальних громад Луганської області», увійшло до складу Сорокинської міської громади.
17 липня 2020 року, в результаті адміністративно-територіальної реформи та ліквідації  Сорокинського району, увійшло до складу новоутвореного Довжанського району.

## Населення
За даними перепису 2001 року населення села становило 337 осіб, з них 10,98% зазначили рідною мову українську, 88,72% — російську, а 0,3% — іншу.

## Пам'ятки
- Братська могила радянських воїнів (біля клубу).